# Криворучко, Алексей Вячеславович
Алексей Вячеславович Криворучко (род. 25 августа 1977, Дмитров, Московская область) — федеральный судья Тверского районного суда города Москвы РФ по уголовным делам. Принимал участие в деле Магнитского и других резонансных делах, фигурант санкционного списка Магнитского. Вынес более 600 обвинительных приговоров и ни одного оправдательного.

## Биография
Родился в подмосковном городе Дмитров 25 августа 1977 года, впоследствии семья переехала в Москву. Окончил Московский институт МВД России в 1998 году, работал в следственных органах. 6 июня 2007 года решением Мосгордумы был назначен мировым судьей судебного участка № 368 Тверского района, а 1 марта 2008 года — федеральным судьей Тверского районного суда города Москвы. Женат, имеет четверых детей.

### Дело Магнитского
Сергей Магнитский был арестован 24 ноября 2008 года по обвинению в совершении 2 преступлений, предусмотренных статьёй 33 частью 3 (организатор преступления), частью 5 пунктом «а» (пособник, предоставляющий исполнителю необходимые средства совершения преступления), и статьёй 199 частью 2 пунктом «б» (уклонение от уплаты налогов в особо крупном размере) УК РФ. 19 января 2009 года и 14 сентября 2009 года Алексей Криворучко санкционировал продление ареста обвиняемого. Криворучко отказался добавить к делу замечание юриста о неоказании Магнитскому медицинской помощи, а также о «пыточных условиях содержания и незаконном преследовании со стороны сотрудников МВД, против которых он давал показания».
После ратификации «акта Магнитского» судом США и Великобритании вошёл в список граждан, которым запрещён въезд в США и Великобританию как виновному в смерти Сергея Магнитского и нарушении прав человека и «Верховенства права».

### Другие дела
24 октября 2011 года судья Криворучко продлил срок заключения под стражей Натальи Гулевич до 7 ноября. 2 ноября, рассмотрев жалобу предпринимателя, судейская коллегия Мосгорсуда изменила меру пресечения на залог в 100 млн рублей. До этого 19 октября 2011 года судебная коллегия по уголовным делам Московского городского суда отменила постановление Тверского районного суда от 4 октября 2011 о продлении срока содержания Гулевич под стражей, запросив обоснование ареста.
28 октября 2011 года судьи Александра Ковалевская, Алексей Криворучко и Игорь Алисов признали активистов «Другой России» Игоря Березюка, Кирилла Унчука, Руслана Хубаева, Александра Козевина и Леонида Панина виновными в применении насилия к представителям власти во время беспорядков на Манежной площади 11 декабря 2010 года и назначили им наказания от 2 до 5,5 лет.
28 ноября 2011 года приговорил к 1 году и 6 месяцам лишения свободы с отбыванием наказания в колонии-поселение известного рок-музыканта Григория Синеглазова.
1 декабря 2011 года судья Криворучко в рамках дела о мошенничестве с векселями компании Интеко санкционировал заключение Виктора Батурина под стражу до 28 января 2012 года.
7 декабря 2011 года Алексей Криворучко рассматривал апелляцию на назначение административного ареста на 15 суток Алексею Навальному и Илье Яшину за неповиновение сотруднику полиции при задержании. В результате заседания постановление, вынесенное мировым судьей Тверского района Ольгой Боровковой, было оставлено без изменений.
5 апреля 2012 года судья Криворучко отказался заключить под домашний арест обвиняемого в злоупотреблении должностными полномочиями начальника ФГУП «Охрана» Андрея Комиссарова.
20 марта 2013 года вынес неоправданно жестокий приговор Александре Лотковой по статье 111 УК РФ — 3 года в колонии общего режима. 26 мая 2012 года она нанесла ранение из травматического пистолета Streamer 1014 двум молодым людям, дравшимся с её знакомыми. Защита считает, что рассматриваемый случай подпадает под постановление пленума Верховного Суда от № 19 «О применении судами законодательства о необходимой обороне» и намеревается обжаловать приговор.
25 февраля 2014 года вынес постановление в отношении Алексея Навального по ст 19.3 КоАП РФ, назначив наказание в виде 7 суток административного ареста за участие в акции на Манежной площади 24 февраля 2014 года в поддержку заключённых по «Болотному делу», которым вынесли обвинительный приговор в тот же день. Судьей были проигнорированы и свидетельские показания и видеозаписи, а рапорта и показания полицейских не вызвали нареканий и были признаны правдивыми.
10 августа 2017 г. признал виновными 4 активистов инициативной группы (ИГПР ЗОВ), пытавшейся организовать общероссийский референдум с целью принятия закона, повышающего ответственность должностных лиц перед народом.
В декабре 2022 г. приговорил муниципального депутата Кетеван Хараидзе к 4 годам лишения свободы в колонии общего режима.

### Дело Устинова
Приговорил к 3,5 годам колонии 24-летнего актёра Павла Устинова по делу «о вывихнутом плече омоновца» в сентябре 2019 года, отказав защите в рассмотрении видео задержания актёра восьмерыми росгвадейцами. Впоследствии Алексей Криворучко получал угрозы, предположительно, из-за дела Павла Устинова.

## Влияние на культуру
7 июля 2010 года в московском Театре.doc состоялась премьера спектакля «Час восемнадцать», основанного на авторской интерпретации событий, связанных с гибелью Сергея Магнитского. В последней сцене Алексей Криворучко (актёр Алексей Жиряков) попадает на тот свет и вынужден просить кипятка, который ему наливают прямо на руки. Прообразом этих событий послужил отказ в стакане горячей воды Сергею Магнитскому на одном из заседаний суда.